# Ernst Jakob Danovius

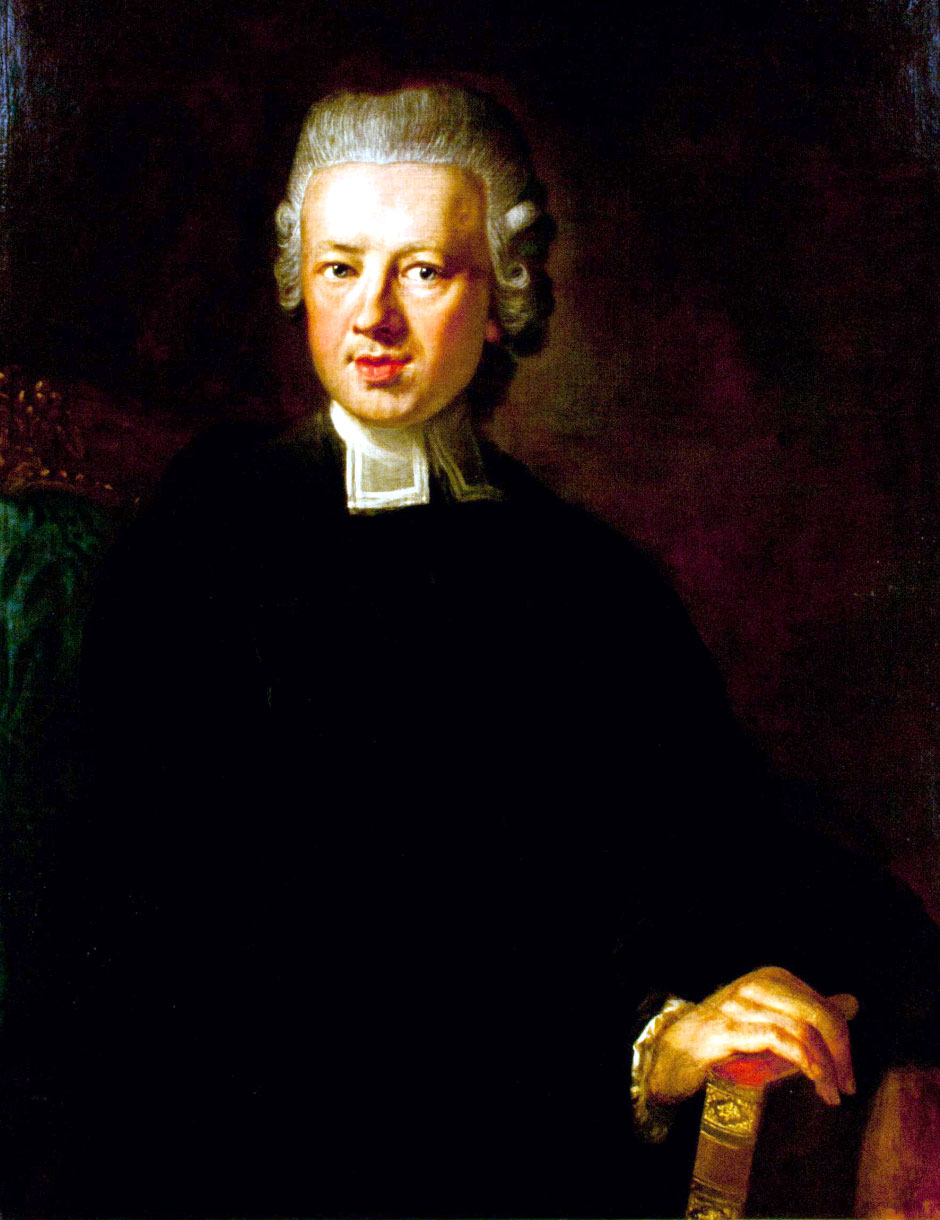
Ernst Jakob Danovius

Ernst Jakob Danovius auch: Danov (* 12. März 1741 in Redlau; † 18. März 1782 in Jena) war ein deutscher lutherischer Theologe.

## Leben
Ernst Jakob wurde als ältester Sohn des Pfarrers in Redlau und späteren Pfarrers in Thorn Ludwig Danovius (* September 1711 Eckersberg/Preußen; † 16. Februar 1771 in Thorn) und dessen Frau Anna Eleonora Gerschner (* Königsberg) geboren. Die erste Ausbildung erhielt er vom Vater und mit fünfzehn Jahren bezog er das Akademische Gymnasium in Danzig. Hier genoss er die Ausbildung von Lehrern wie Ernst August Bertling, Gottlieb Wernsdorf, Benjamin Groddeck (* 27. September 1720 in Danzig; † 5. Juni 1776 in Danzig), Christian Sendel (* 12. Dezember 1719 in Elbląg; † 25. Mai 1789 in Danzig) und Heinrich Kühn (* 19. November 1690 in Königsberg/Pr. † 6. August 1769 in Danzig).
1760 begann er an der Universität Helmstedt ein Theologiestudium. Hierzu besuchte er die Vorlesungen an der philosophischen Fakultät bei Franz Dominikus Häberlin, Johann Jacob Hentsch (* 24. Januar 1723 in Bautzen; † 15. Juli 1764 in Helmstädt) und Johann Wolfgang Kipping. Seine theologischen Kenntnisse prägten Johann Ernst Schubert, Anton Julius von der Hardt (* 13. November 1707 in Braunschweig; † 27. Juni 1785 in Helmstedt), Wilhelm Abraham Teller und Johann Benedikt Carpzov. 1763 setzte er seine Studien an der Universität Göttingen fort, wo Johann David Michaelis, Christian Wilhelm Franz Walch, Johann David Heilmann, Gottfried Less, Samuel Christian Hollmann und Abraham Gotthelf Kästner seine Lehrer wurden. 1765 folgte er Johann Ernst Schubert nach Greifswald, wo er sich als Hauslehrer von dessen Kindern und durch Privatvorlesungen seinen Lebensunterhalt sicherte. Nachdem er sich in Greifswald den akademischen Grad eines Magisters der Philosophie erworben hatte, wurde er 1766 Rektor der Johannisschule in Danzig.
Durch die Empfehlung Bertlings, erhielt er im September 1768 eine Honorarprofessur der Theologie an der Universität Jena. Nachdem er am 8. Juni 1774 seine Inauguralabhandlung de Episcopis aetate Apostolorum verteidigt hatte, wurde er zum Doktor der Theologie promoviert und erhielt am 27. Juni desselben Jahres eine ordentliche Professur der Theologie in Jena. Als solcher hielt er Vorlesungen zur Exegese, Dogmatik, Symbolik und Moral. 1774 wurde er Kirchenrat von Sachsen-Gotha und Inspektor der Gothaischen und Altenburgischen Studenten. Zudem beteiligte er sich an den organisatorischen Aufgaben der Hochschule. So war er Dekan der theologischen Fakultät und in den Wintersemestern 1774, 1778 Rektor der Alma Mater. Durch einen Anfall cholerischer Schwermut stürzte er sich in die Saale und ertrank.
Danovius gehört zu den lutherischen Theologen, welcher durch seine supranaturalistische Auffassung einer natürlichen Religion, einen freien aufklärerischen Standpunkt vertrat. Dabei geriet er mit dem Erlangener Theologen Georg Friedrich Seiler (* 24. Oktober 1733 in Creußen; † 13. Mai 1807 in Erlangen) in eine literarische Auseinandersetzung über die Rechtfertigungslehre. Zudem setzte er sich für die Religionsvereinigung mit der reformierten Kirche ein. Obwohl seine Schüler die Lebhaftigkeit, Deutlichkeit und Gedankenfülle seiner Vorlesungen rühmten, wirkt seine Schreibweise schwerfällig und künstlich.
Danovius war seit 1773 verheiratet mit Henrietta Wilhelmina Sophia Eberhardina Eber (* 1755 in Jena), die Tochter des fürstlich Thurn und Taxischen Hofrats, Rats von Sachsen-Coburg und kaiserlichen Reichspostmeister in Jena Christoph Ludwig Eber (* 1713; † 13. Januar 1785 in Jena), welcher mit Paulina Regina Sophia, der Tochter eines Bürgermeisters von Deizisau bei Weimar, verheiratet war. Die Ehe blieb kinderlos.

## Werke (Auswahl)
- De Christi Gloria Ex Divi Paulli Sententia Psalmis LXVIII. Et CII. Celebrata Praefatvs: Solemnem Orationem Pvblici Mvneris Cavssa In Academia Ienensi Sibi Clementissime Demandati. Jena 1759 (Online)
- Diss. de vera verborum sermonis Hebraici tertia He terminatorum natura. Danzig 1760
- Diss. de choreis sacris Ebraeorum. Danzig 1766 (Resp. Martin Luther Wolff (1744–1801), Online)
- Diss. de vera natura et indole verborum . . .. Danzig 1768
- Progr. de gloria Christi ex D. Pauli sententia, Psalm 68 et 102. celebrata. Jena 1769
- Schreiben an Hrn. D. Semler, dessen neue Streitigkeiten betreffend. Jena 1770 (Online)
- Ueber die Religionsvereinigung; eine Vorlesung. Jena 1771
- Gemeinnütziger Beweis der Wahrheit der christlichen Religion und der Göttlichkeit der Bibel, ein Versuch in 7 Abschnitten. Jena 1771
- Institutiones Theologiae dogmaticae. Lib. I, Jena 1772; Lib. II. Jena 1776
- Diss. de Episcopis tempore Apostolorum. Jena 1775
- Progr. Fidei asserta vis iustificandi. Jena 1774
- Diss. continens explanationem locorum Scripturae S. divinitatem Jesu Christi probantium. Jena 1774
- Diss. Habitus doctrinae de satisfactione Christi ad disciplinam morum. Jena 1775
- Progr. Jesus Christus filius Dei. Jena 1776; Pars II, Jena 1777
- Progr. Judicii super integritate Scripturae S. regundi iustos fines describeris. Jena 1777 (Dekanatsprogramm zur Promotion von Johann Jakob Griesbach, Online)
- Drey Abhandlungen von der Rechtfertigung des Menschen vor Gott; aus dam Lateinischen (von Mölrath) übersetzt; nebst Beantwortung zweyer gegen des Verfassers Vorstellungsart von dieser Lehre herausgekommenen Erlang. Program, (v. D. Seiler). Jena 1777
- Kurze Erklärung über die neue vom Hrn. K. R. Seiler gegen ihn, der Lehre von der Rechtfertigung halber, herausgegebene Schrift. Jena 1778
- Progr. Ill de eo, quod in religione vim rationis superat. Jena 1778–1781
- Censura super libro Torgensi Holsato - Slesvicensis, variis observationibus illustrata. Jena 1780

Gab heraus
- Joh. Dav. Heilmanni Opuscula, maximam partem theologici avgumenti. Pars I. Jena, 1774 (Online); Pars II. Jena 1777 (Online)
- Zwey Aufsätze über die Lutherische Lehre vom heil. Abendmahl. In: Erbsteins kleinen Schriften vom heil. Abendmahl. Berlin 1780
- A. J. Roustan's, Predigers an der Schweitzeriichen Kirche in London, Briefe zur Vertheidigung der christlichen Religion; neue Uebersetzung, mit einigen Anmerkungen. Halle 1783

## Weblink
- Werke von und über Ernst Jakob Danovius in der Deutschen Digitalen Bibliothek